# 1639
Il 1639 (MDCXXXIX in numeri romani) è un anno  del XVII secolo.

## Eventi
- 14 aprile – Battaglia di Chemnitz: Nel corso della Guerra dei trent'anni, l'esercito svedese guidato dal Johan Banér sconfisse quello del Sacro Romano Impero e della Sassonia capitanate da Rodolfo Giovanni Marazzino.
- Inizio delle Guerre dei tre regni.

## Nati

### Gennaio
- 3 gennaio - Éléonore d'Esmier d'Olbreuse, nobile francese († 1722)
- 4 gennaio - Domenico Aulisio, giurista e filologo italiano († 1717)
- 5 gennaio - Otto Wilhelm von Königsmarck, diplomatico e militare svedese († 1688)
- 6 gennaio - Olfert Dapper, scrittore e medico olandese († 1689)
- 19 gennaio - Noël Alexandre, teologo e storico francese († 1724)

### Febbraio
- 4 febbraio - Alessandro Melani, compositore italiano († 1703)
- 6 febbraio - Daniel Georg Morhof, poeta e critico letterario tedesco († 1691)
- 6 febbraio - Claude de Ferrière, giurista francese († 1715)
- 16 febbraio - Giovanni Giacomo Cavallerini, cardinale e arcivescovo cattolico italiano († 1699)
- 19 febbraio - Felice Rospigliosi, cardinale italiano († 1688)
- 27 febbraio - Adriaen van Bloemen, incisore e pittore fiammingo

### Marzo
- 1º marzo - Giacinto Camillo Maradei, vescovo cattolico italiano († 1705)
- 5 marzo - Charles Sedley, V baronetto, nobile, politico e commediografo inglese († 1701)
- 7 marzo - Charles Stewart, III duca di Richmond, nobile, politico e diplomatico britannico († 1672)
- 11 marzo - Giuseppe Maria Ficatelli, pittore italiano († 1703)
- 20 marzo - Ivan Mazeppa († 1709)
- 27 marzo - Claude Audran detto il Giovane, pittore francese († 1684)

### Aprile
- 16 aprile - Alessandro Baratta, pittore italiano († 1714)
- 20 aprile - Pietro Farnese, nobile italiano († 1677)
- 22 aprile - Laura Martinozzi, nobildonna italiana († 1687)

### Maggio
- 8 maggio - Giovan Battista Gaulli, pittore italiano († 1709)
- 16 maggio - Giovanni Andrea Carlone, pittore italiano († 1697)
- 16 maggio - Pietro degli Antoni, compositore e musicista italiano († 1720)
- 20 maggio - Lucantonio Porzio, medico italiano († 1723)

### Giugno
- 21 giugno - Increase Mather, pastore protestante e scrittore statunitense († 1723)

### Luglio
- 9 luglio - Giovanni Battista Lucini, pittore italiano († 1686)
- 18 luglio - Franz Adam von Brandis, storico e numismatico austriaco († 1695)

### Agosto
- 5 agosto - Giulio Finocchi, religioso e storico italiano († 1716)
- 15 agosto - Sperello Sperelli, cardinale e vescovo cattolico italiano († 1710)
- 28 agosto - Bartolomeo Bettera, pittore italiano
- 28 agosto - Maria Mancini, nobile italiana († 1715)

### Settembre
- 29 settembre - William Russell, politico inglese († 1683)

### Ottobre
- 9 ottobre - Leandro Colloredo, cardinale italiano († 1709)
- 14 ottobre - Giovanni Battista Borghese, nobile italiano († 1717)
- 17 ottobre - Charles-Claude Genest, scrittore e drammaturgo francese († 1719)

### Dicembre
- 5 dicembre - Johann Christoph Pezel, compositore, violinista e trombettista tedesco († 1694)
- 12 dicembre - Charles Boyle, III visconte Dungarvan, nobile e politico inglese († 1694)
- 18 dicembre - Gottfried Kirch, astronomo tedesco († 1710)
- 22 dicembre - Jean Racine, drammaturgo e scrittore francese († 1699)
- 27 dicembre - Paul Mignard, pittore e incisore francese († 1691)

### Senza giorno specificato
- Caspar Feuchtmayer, architetto tedesco († 1704)
- Hendrik Abbé, pittore e incisore olandese
- Guillaume Amfrye de Chaulieu, poeta francese († 1720)
- Carlo Amedeo Botto, intagliatore e religioso italiano († 1682)
- Pierre Bullet, architetto francese († 1716)
- Giovan Francesco Buonamico, scrittore, poeta e medico maltese († 1680)
- Benjamin Church, militare statunitense († 1718)
- Michail Andreevič Golicyn, politico russo († 1687)
- Giovanni Battista Lucini, avvocato, letterato e librettista italiano († 1709)
- Sebastiano Moratelli, musicista e compositore italiano († 1706)
- Caspar Netscher, pittore olandese († 1684)
- Francesco Niccolini, arcivescovo cattolico e diplomatico italiano († 1692)
- Mauro Oddi, pittore, architetto e incisore italiano († 1702)
- Johannes Olearius, teologo tedesco († 1713)
- Alexandre Jean Oppenordt, ebanista francese († 1715)
- Pierre Pérignon, monaco cristiano francese († 1715)
- Philippe Rebillé Philbert, flautista francese († 1717)
- Giovanni Battista Sacchetti, II marchese di Castel Rigattini, nobile italiano († 1688)
- César Vichard de Saint-Réal, storico, abate e scrittore francese († 1692)
- Richard Talbot, militare e politico irlandese († 1691)
- Filippo Titi, abate e storico dell'arte italiano († 1702)
- Thomas Tompion, orologiaio inglese († 1713)
- Giovan Battista Verle, anatomista italiano († 1695)
- Jacob Ferdinand Voet, pittore fiammingo († 1689)
- Giuseppe da Varano, poeta italiano († 1699)
- Domingo de Andrade, architetto spagnolo († 1712)
- Catherine-Charlotte de Gramont, nobildonna francese († 1678)
- Ottone Enrico del Carretto, nobile e generale italiano († 1685)

## Morti

### Gennaio
- 14 gennaio - Sofia di Brunswick-Lüneburg, principessa (n. 1563)
- 17 gennaio - Ottavio Costa, banchiere e collezionista d'arte italiano (n. 1554)
- 20 gennaio - Mustafa I, sultano ottomano (n. 1600)
- 24 gennaio - Jürg Jenatsch, militare e politico svizzero (n. 1596)
- 27 gennaio - Fabrizio Verospi, cardinale italiano (n. 1571)
- 29 gennaio - Antonio Álvarez de Toledo y Beaumont, politico spagnolo (n. 1568)

### Febbraio
- 4 febbraio - Giovanni Francesco Tranquillo, presbitero e poeta italiano
- 5 febbraio - Augusta di Danimarca, principessa danese (n. 1580)
- 7 febbraio - Orazio Gentileschi, pittore italiano (n. 1563)
- 9 febbraio - Umile da Petralia, scultore e religioso italiano (n. 1600)
- 25 febbraio - Roelant Savery, pittore fiammingo (n. 1576)

### Marzo
- 1º marzo - Giuseppe Barca, ufficiale e ingegnere militare italiano
- 6 marzo - Scipione Spina, vescovo italiano (n. 1542)
- 7 marzo - Silvestro Marcantonio Morosini, vescovo cattolico italiano
- 10 marzo - Marina Antonazzoni, attrice teatrale italiana (n. 1593)
- 12 marzo - Domenico Ginnasi, cardinale e arcivescovo cattolico italiano (n. 1551)
- 16 marzo - Pieter de Neyn, pittore, illustratore e architetto olandese (n. 1597)
- 23 marzo - Dorotea Maria di Württemberg, nobile tedesca (n. 1559)
- 29 marzo - Jan Wiggers, giurista e teologo belga (n. 1571)

### Aprile
- 1º aprile - Giovanni Filippo di Sassonia-Altenburg, nobile tedesco (n. 1597)
- 1º aprile - Anton Wolfradt, vescovo cattolico austriaco (n. 1582)
- 2 aprile - Giovan Domenico Peri, poeta e drammaturgo italiano (n. 1564)
- 6 aprile - Berlinghiero Gessi, cardinale e vescovo cattolico italiano (n. 1564)
- 11 aprile - Filippo I Colonna, nobile italiano (n. 1578)
- 12 aprile - Robert Carey, I conte di Monmouth, nobile e politico inglese (n. 1560)
- 27 aprile - Marinus Robyn van der Goes, incisore fiammingo

### Maggio
- 21 maggio - Tommaso Campanella, filosofo, teologo e poeta italiano (n. 1568)
- 22 maggio - Karel Philips Spierincks, pittore fiammingo
- 22 maggio - Tiberio Tinelli, pittore italiano (n. 1587)
- 30 maggio - Metrofane di Alessandria, arcivescovo ortodosso greco (n. 1589)

### Giugno
- 1º giugno - Melchior Franck, compositore tedesco
- 6 giugno - Peter Crüger, matematico e astronomo tedesco (n. 1580)

### Luglio
- 9 luglio - Antonius Walaeus, predicatore e teologo olandese (n. 1553)
- 14 luglio - Étienne Binet, gesuita e letterato francese (n. 1569)
- 18 luglio - Bernardo di Sassonia-Weimar, principe tedesco (n. 1604)
- 19 luglio - Giovanna di Cambry, religiosa francese (n. 1581)
- 22 luglio - Rutilio Manetti, pittore italiano (n. 1571)

### Agosto
- 4 agosto - Juan Ruiz de Alarcón, drammaturgo e scrittore messicano (n. 1581)
- 7 agosto - Martin van den Hove, astronomo e matematico olandese (n. 1605)
- 8 agosto - Lorenzo Campeggi, vescovo cattolico e diplomatico italiano (n. 1574)
- 20 agosto - Martin Opitz, poeta e scrittore tedesco (n. 1597)
- 21 agosto - Desiderio Scaglia, cardinale e vescovo cattolico italiano (n. 1567)

### Settembre
- 6 settembre - Agostino Galamini, cardinale e vescovo cattolico italiano (n. 1553)
- 18 settembre - Johannes Christoph Harpprecht, giurista tedesco (n. 1560)
- 20 settembre - Johannes van Meurs, umanista, filologo classico e storico olandese (n. 1579)
- 28 settembre - Louis de Nogaret de La Valette d'Épernon, cardinale, arcivescovo cattolico e condottiero francese (n. 1593)

### Ottobre
- 7 ottobre - Johannes Isacius Pontanus, storiografo danese (n. 1571)
- 29 ottobre - Gasparo Narvesa, pittore italiano (n. 1558)

### Novembre
- 3 novembre - Martino de Porres, religioso peruviano (n. 1579)
- 14 novembre - Maurizio Centini, vescovo cattolico italiano
- 21 novembre - Henry Grey, VIII conte di Kent, nobile e politico inglese (n. 1583)
- 24 novembre - Berlingherio Ventimiglia, oratore e poeta italiano
- 25 novembre - Enzo Bentivoglio, nobile
- 25 novembre - John Wolstenholme, mercante inglese (n. 1562)
- 26 novembre - John Spottiswoode, vescovo anglicano e storico scozzese (n. 1565)

### Dicembre
- 15 dicembre - Muzio Oddi, ingegnere e matematico italiano (n. 1569)
- 17 dicembre - Nils Turesson Bielke, politico svedese (n. 1569)
- 25 dicembre - Giovanni Cristiano di Brieg, duca (n. 1591)

### Senza giorno specificato
- Diego de Agreda y Vargas, scrittore spagnolo
- Pietro Antonio Barca, ingegnere e architetto italiano (n. 1586)
- Domenico Bissone, scultore italiano
- Pieter Brueghel III, pittore fiammingo (n. 1589)
- Bernardino Capitelli, pittore e incisore italiano (n. 1589)
- Elizabeth Cary, poetessa inglese (n. 1585)
- Chen Jiru, pittore, scrittore e calligrafo cinese (n. 1558)
- Carlo Farina, violinista e compositore italiano
- Nicolas Guillain, scultore francese (n. 1550)
- Giovanni Giacomo Hesso, santo svizzero (n. 1584)
- Léonard de Hodémont, musicista e compositore belga (n. 1575)
- Simeon Lehac'i, scrittore armeno (n. 1584)
- Fulvio Mariottelli, presbitero e bibliotecario italiano (n. 1559)
- Ludwig Münstermann, scultore tedesco
- Sante Peranda, pittore italiano (n. 1566)
- Martino Teofilo Polacco, pittore polacco
- Jerónimo de Rocamora, generale spagnolo (n. 1571)
- Benedetto Veli, pittore italiano (n. 1564)
- Henry Wotton, scrittore, poeta e diplomatico inglese (n. 1568)

## Calendario
| Calendario 1639 | Calendario 1639 | Calendario 1639 | Calendario 1639 | Calendario 1639 | Calendario 1639 | Calendario 1639 | Calendario 1639 | Calendario 1639 | Calendario 1639 | Calendario 1639 | Calendario 1639 | Calendario 1639 | Calendario 1639 | Calendario 1639 | Calendario 1639 | Calendario 1639 | Calendario 1639 | Calendario 1639 | Calendario 1639 | Calendario 1639 | Calendario 1639 | Calendario 1639 | Calendario 1639 | Calendario 1639 | Calendario 1639 | Calendario 1639 | Calendario 1639 | Calendario 1639 | Calendario 1639 | Calendario 1639 | Calendario 1639 | Calendario 1639 |
| --------------- | --------------- | --------------- | --------------- | --------------- | --------------- | --------------- | --------------- | --------------- | --------------- | --------------- | --------------- | --------------- | --------------- | --------------- | --------------- | --------------- | --------------- | --------------- | --------------- | --------------- | --------------- | --------------- | --------------- | --------------- | --------------- | --------------- | --------------- | --------------- | --------------- | --------------- | --------------- | --------------- |
|                 | 1               | 2               | 3               | 4               | 5               | 6               | 7               | 8               | 9               | 10              | 11              | 12              | 13              | 14              | 15              | 16              | 17              | 18              | 19              | 20              | 21              | 22              | 23              | 24              | 25              | 26              | 27              | 28              | 29              | 30              | 31              |                 |
| Gennaio         | Sa              | Do              | Lu              | Ma              | Me              | Gi              | Ve              | Sa              | Do              | Lu              | Ma              | Me              | Gi              | Ve              | Sa              | Do              | Lu              | Ma              | Me              | Gi              | Ve              | Sa              | Do              | Lu              | Ma              | Me              | Gi              | Ve              | Sa              | Do              | Lu              |                 |
| Febbraio        | Ma              | Me              | Gi              | Ve              | Sa              | Do              | Lu              | Ma              | Me              | Gi              | Ve              | Sa              | Do              | Lu              | Ma              | Me              | Gi              | Ve              | Sa              | Do              | Lu              | Ma              | Me              | Gi              | Ve              | Sa              | Do              | Lu              |                 |                 |                 |                 |
| Marzo           | Ma              | Me              | Gi              | Ve              | Sa              | Do              | Lu              | Ma              | Me              | Gi              | Ve              | Sa              | Do              | Lu              | Ma              | Me              | Gi              | Ve              | Sa              | Do              | Lu              | Ma              | Me              | Gi              | Ve              | Sa              | Do              | Lu              | Ma              | Me              | Gi              |                 |
| Aprile          | Ve              | Sa              | Do              | Lu              | Ma              | Me              | Gi              | Ve              | Sa              | Do              | Lu              | Ma              | Me              | Gi              | Ve              | Sa              | Do              | Lu              | Ma              | Me              | Gi              | Ve              | Sa              | Do              | Lu              | Ma              | Me              | Gi              | Ve              | Sa              |                 |                 |
| Maggio          | Do              | Lu              | Ma              | Me              | Gi              | Ve              | Sa              | Do              | Lu              | Ma              | Me              | Gi              | Ve              | Sa              | Do              | Lu              | Ma              | Me              | Gi              | Ve              | Sa              | Do              | Lu              | Ma              | Me              | Gi              | Ve              | Sa              | Do              | Lu              | Ma              |                 |
| Giugno          | Me              | Gi              | Ve              | Sa              | Do              | Lu              | Ma              | Me              | Gi              | Ve              | Sa              | Do              | Lu              | Ma              | Me              | Gi              | Ve              | Sa              | Do              | Lu              | Ma              | Me              | Gi              | Ve              | Sa              | Do              | Lu              | Ma              | Me              | Gi              |                 |                 |
| Luglio          | Ve              | Sa              | Do              | Lu              | Ma              | Me              | Gi              | Ve              | Sa              | Do              | Lu              | Ma              | Me              | Gi              | Ve              | Sa              | Do              | Lu              | Ma              | Me              | Gi              | Ve              | Sa              | Do              | Lu              | Ma              | Me              | Gi              | Ve              | Sa              | Do              |                 |
| Agosto          | Lu              | Ma              | Me              | Gi              | Ve              | Sa              | Do              | Lu              | Ma              | Me              | Gi              | Ve              | Sa              | Do              | Lu              | Ma              | Me              | Gi              | Ve              | Sa              | Do              | Lu              | Ma              | Me              | Gi              | Ve              | Sa              | Do              | Lu              | Ma              | Me              |                 |
| Settembre       | Gi              | Ve              | Sa              | Do              | Lu              | Ma              | Me              | Gi              | Ve              | Sa              | Do              | Lu              | Ma              | Me              | Gi              | Ve              | Sa              | Do              | Lu              | Ma              | Me              | Gi              | Ve              | Sa              | Do              | Lu              | Ma              | Me              | Gi              | Ve              |                 |                 |
| Ottobre         | Sa              | Do              | Lu              | Ma              | Me              | Gi              | Ve              | Sa              | Do              | Lu              | Ma              | Me              | Gi              | Ve              | Sa              | Do              | Lu              | Ma              | Me              | Gi              | Ve              | Sa              | Do              | Lu              | Ma              | Me              | Gi              | Ve              | Sa              | Do              | Lu              |                 |
| Novembre        | Ma              | Me              | Gi              | Ve              | Sa              | Do              | Lu              | Ma              | Me              | Gi              | Ve              | Sa              | Do              | Lu              | Ma              | Me              | Gi              | Ve              | Sa              | Do              | Lu              | Ma              | Me              | Gi              | Ve              | Sa              | Do              | Lu              | Ma              | Me              |                 |                 |
| Dicembre        | Gi              | Ve              | Sa              | Do              | Lu              | Ma              | Me              | Gi              | Ve              | Sa              | Do              | Lu              | Ma              | Me              | Gi              | Ve              | Sa              | Do              | Lu              | Ma              | Me              | Gi              | Ve              | Sa              | Do              | Lu              | Ma              | Me              | Gi              | Ve              | Sa              |                 |